# Orgi din București
O parte din bisericile romano-catolice și protestante din București sunt dotate cu orgi, mai mici sau mai mari. Alte orgi pot fi găsite în instituții muzicale și chiar în case particulare. Următorul tabel (incomplet) conține informații (de asemenea, incomplete) despre orgile din București. 

## Orgi înBucurești
| Localizare                                         | Imagine | An instalare              | Constructor                              |
| Ateneul Român                                      |         | 1939                      | Otto Walcker (Ludwigsburg, Germania)     |
| Biserica Italiană                                  |         | 1982                      | Pinchi                                   |
| Biserica Anglicană                                 |         | orgă nouă                 | ?                                        |
| Catedrala romano-catolică Sf. Iosif                |         | 1930                      | Leopold Wegenstein și fiii (Timișoara)   |
| Universitatea Națională de Muzică București (UNMB) |         | 2007                      | Ferdinand Stemmer (COT Hărman, BV)       |
| Biserica Luterană (Evanghelică CA) din București   |         | 1912                      | Otto Walcker (Ludwigsburg, Germania)     |
| Biserica Luterană (Evanghelică CA) din București   |         | 1796                      | Johannes Prause (BV)                     |
| Sala Radio din Bucuresti                           |         | 1960                      | Rieger-Kloess Varhany SRO (Cehoslovacia) |
| Biserica romano-catolică Bărăția                   |         | sfârșitul sec. al XIX-lea | Rieger (Jägerndorf, Austria)             |
| Biserica romano-catolică Dudești-Cioplea           |         | mijlocul sec. al XIX-lea  | ?                                        |
| Biserica Evanghelică-Luterană (SP)                 |         | anii 1950-60              | Walcker (Ludwigsburg, Germania)          |
| Biserica Reformată, Șoseaua Viilor                 |         | sfârșitul sec. al XIX-lea | István Kollonics (Târgu Secuiesc)        |
| Biserica romano-catolică Sf. Cruce                 |         | sfârșitul sec. al XX-lea  | Leopold Wegenstein (Timișoara)           |